# Тостерглопе
Тостерглопе (нім. Tosterglope) — громада в Німеччині, розташована в землі Нижня Саксонія. Входить до складу району Люнебург. Складова частина об'єднання громад Даленбург.
Площа — 19,53 км2. Населення становить 613 ос. (станом на 31 грудня 2021).